# 河川調查委員會
河川調查委員會是台灣日治時代的明治45年（1912年）7月14日依同時發布的《台灣總督府河川調查委員會規則》所成立的一個官方組織，對九大河川進行調查，並實施治水工程。

## 概要
台灣河川短小流急，特別是明治44年（1911年），全台發生大洪水，河川沿岸地區蒙受巨大災難。促使台灣總督府在明治45年（1912年）成立「河川調查委員會」，以民政長官為委員長，對九大河川—淡水河、頭前溪、後龍溪、大安溪、大甲溪、烏溪、濁水溪、下淡水溪、宜蘭濁水溪進行調查，並根據調查結果，進行護岸工程及治水計畫。
大正12年（1923年），主要河川的治水調查完了，之後開始對全台其他27條河川進行調查，並由國庫和各州廳分攤費用，實施治水工程。

## 脚注
1. ↑  明治45年台灣總督府府令第69號

## 外部連結
- 台灣總督府河川調查委員會規則中改正 （页面存档备份，存于）